# 3928 Randa
För andra betydelser, se Randa.
3928 Randa eller 1981 PG är en asteroid i huvudbältet som upptäcktes den 4 augusti 1981 av den Schweiziska astronomen Paul Wild vid Observatorium Zimmerwald. Den har fått sitt namn efter Randa i Schweiz.
Asteroiden har en diameter på ungefär 5 kilometer.